# Tone (rivière de Nouvelle-Zélande)
Pour les articles homonymes, voir Tone.

La rivière Tone  (en anglais : Tone River ) est un cours d’eau  de la région de  Marlborough, dans l’Île du Sud de la Nouvelle-Zélande.

## Géographie
Elle s’écoule vers le nord à partir de sa source située dans la chaîne de  Kaikoura, pour atteindre le fleuve Awatere à 17 km au nord-est de la station de Molesworth.